# Jakob Bogdani

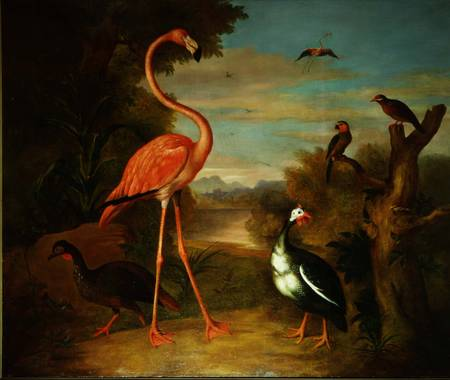
Flamenco y otras aves en un paisaje

Jakob Bogdani (6 de mayo de 1658 - 11 de noviembre de 1724), cuyos nombres a veces se escriben Jacob y Bogdány, fue un artista húngaro y británico conocido por sus bodegones y pinturas de aves exóticas. 

## Biografía
Bogdani nació en la ciudad de Eperjes, entonces en el condado de Sáros, en el norte del Reino de Hungría, actual Prešov, Eslovaquia.  En 1684 se trasladó a Ámsterdam donde vivió y trabajó hasta mudarse a Londres en 1688. 
En Ámsterdam tomó contacto con el tipógrafo húngaro Miklós Tótfalusi Kis, quien también estudiaba en los Países Bajos. En Londres se hizo conocido como pintor especializado en bodegones y aves en la corte de la reina Ana, y varios de sus cuadros pasaron a formar parte de la Royal Collection. Uno de sus principales patrocinadores fue el almirante George Churchill, hermano del duque de Marlborough, cuyo famoso aviario en Windsor Park pudo haber proporcionado temas para algunas de sus pinturas.
 

Bogdani se casó con Elizabeth Hemmings con quien tuvo dos hijos: William, quien se convirtió en un destacado funcionario británico, y Elizabeth, que se casó con el pintor Tobias Stranover. Influyó en el pintor de aves Marmaduke Cradock. Murió en Finchley, al norte de Londres. 

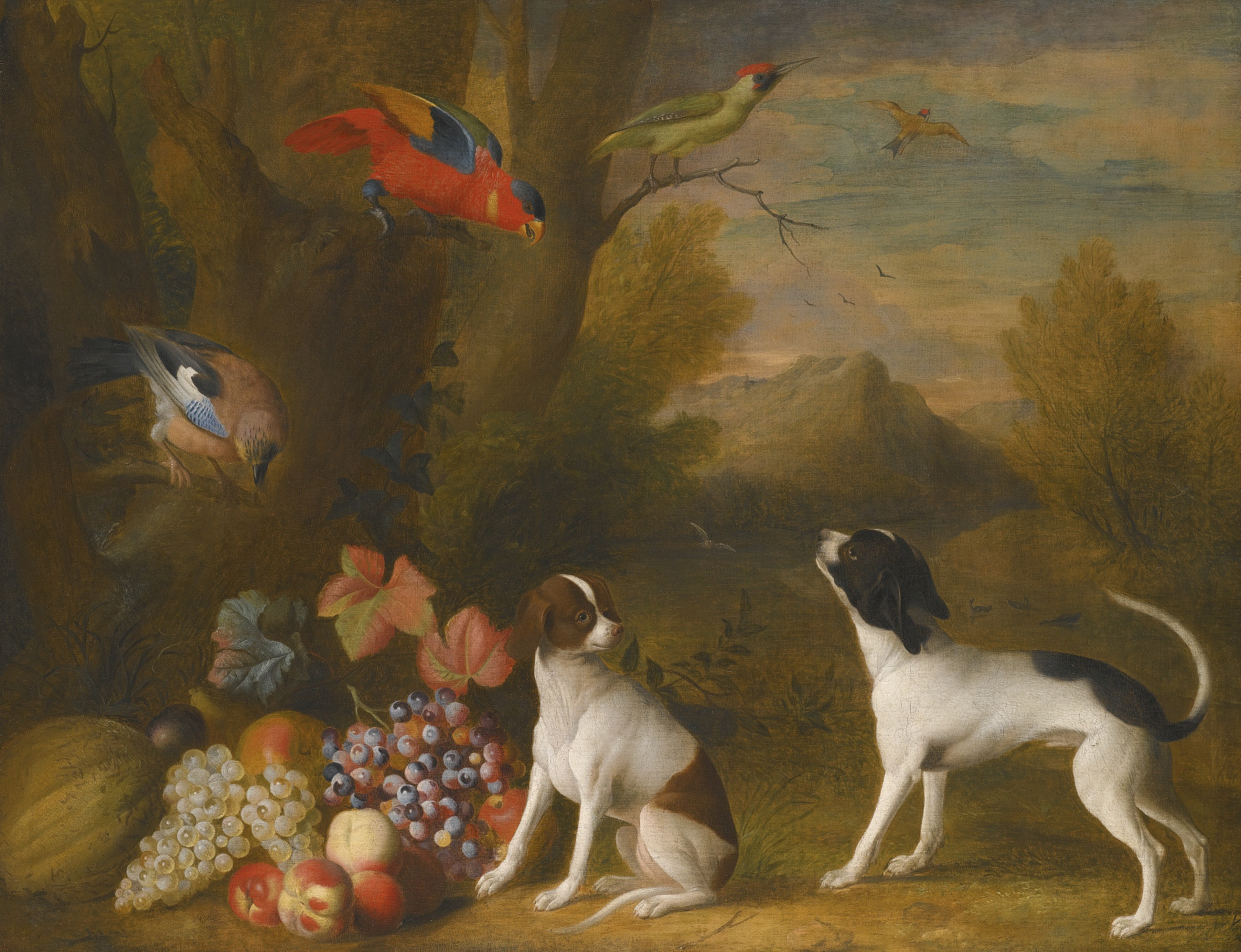
Paisaje con pájaros exóticos y dos perros

## Pinturas
En sus cuadros de pájaros aparecen especies exóticas como cacatúas, guacamayos y estorninos,que probablemente fueron importadas a los criaderos europeos de la época. Las mezclaba con aves europeas conocidas, como el herrerillo común y el azul, el pájaro carpintero verde europeo y el arrendajo euroasiático.A menudo destacaba un cuadro con un ave de plumaje rojo, como un ibis escarlata, un bengalí rojo o un cardenal boreal. Numerosas aves se apiñaban normalmente en sus paisajes, aunque una excepción fue el apreciado Dos Halcones islandeses, pintados a fines del siglo XVII o principios del XVIII. Actualmente se encuentra en el Museo y Galería de Arte del Castillo de Nottingham y representa a dos halcones blancos nevados. 
Uno de sus cuadros se utilizó en 1974 por la banda Procol Harum como portada de uno de sus álbumes, titulado Exotic Birds and Fruit. 
Varias de sus pinturas se exhiben en la Galería Nacional Húngara y en el Museo de Bellas Artes de Budapest.